# Білий лебідь (в'язниця)
Федеральна державна установа — виправна колонія з особливими умовами господарської діяльності № 2 Головного управління Федеральної служби виконання покарань Росії по Пермському краю, в народі Білий лебідь (рос. Белый лебедь) — в'язниця в Солікамську Пермського краю Росії. Це одна з семи в'язниць суворого режиму супермаксимального режиму, які експлуатуються Федеральною службою виконання покарань для засуджених до довічного позбавлення волі в Росії.

## Історія
Білий лебідь був заснований у 1938 році як табірний пункт виправної колонії для утримання політичних в'язнів, зокрема священиків, але з часом її використовували також для звичайних злочинців. У 1955 році спеціальною постановою ЦК КПРС колонія була змінена на виправлення так званих «злодіїв у законі», а головним завданням колонії стала повна ізоляція і закриття від спілкування ув'язнених із зовнішнім світом. Радянська влада почала комплектувати «Білий лебідь» одними з найкваліфікованіших офіцерів тюремних наглядачів країни для контролю над «злодіями в законі», щоб мати можливість протистояти хабарам і залякуванням.
У 1996 році на смертну кару в Росії було введено мораторій як умову вступу до Ради Європи, а новий кримінальний кодекс увів довічне ув'язнення. У 1999 році «Білий лебідь» був перепрофільований для розміщення тяжких злочинців, які відбувають довічне ув'язнення, і, на відміну від попередніх ув'язнених, не очікувалося, що вони коли-небудь залишатимуть установу. У в'язниці перебуває приблизно 300 ув'язнених, що складає одну третину максимальної місткості. Вони утримуються в камерах на одну, дві та три людини. На всі камери є досьє з фотографіями, статтями та короткою «біографією» затриманих. «Білий лебідь» стала першою в'язницею в Росії, де на місці працює професійний психолог, і адміністрація, вивчивши ув'язнених, розміщує їх за психологічною сумісністю, щоб уникнути конфліктів. Умови в'язниці нібито відповідають вимогам міжнародних стандартів, є бібліотека, матеріали для листування, щотижневий душ, щоденна годинна прогулянка. За весь час існування Білого лебедя не було жодної підтвердженої втечі.
10 липня 2025 року на території колонії почалась пожежа. 

### Походження імені Білий лебідь
Походження прізвиська в'язниці невідоме, за однією з теорій — через яскраво-білі кольори стін будівлі в'язниці, а за іншою — через те, що ув'язнені переміщувалися по в'язниці, нахиляючись вперед (майже на 90 градусів) із закинутими руками за спину, виглядаючи як лебідь . В'язниця також відома під дещо більш офіційною назвою ВК-240/2.

## Відомі в'язні
- Салман Радуєв — воєначальник чеченських бійців, загинув у Білому Лебеді за загадкових обставин у 2002 році[5][6].
- Юрій Шутов — колишній депутат Законодавчих зборів Санкт-Петербурга і колишній помічник Анатолія Собчака, автор книг «Серце Собчака» (про Анатолія Собчака)[7] і «Хрещений батько Пітерських» (про Володимира Путіна).[8] У лютому 2006 року Шутов був засуджений до довічного ув'язнення за низку вбивств, замахів на вбивство та викрадень людей.[9] Російські автори Юрій Фельштинський та Володимир Прибиловський наполягають, що звинувачення проти Шутова сфабриковані.[10]
- Алі Тазієв — ватажок інгуських бійців під час російсько-чеченських воєн.